# William H. Pitsenbarger
William Hart Pitsenbarger (Piqua, 8 luglio 1944 – Provincia di Dong Nai, 11 aprile 1966) è stato un militare statunitense, soccorritore dell'aeronautica militare degli Stati Uniti che ha volato su quasi 300 missioni di salvataggio durante la guerra del Vietnam per aiutare soldati e piloti abbattuti. 
L'11 aprile 1966 fu ucciso aiutando e difendendo un'unità di soldati bloccata da un assalto nemico durante la guerra del Vietnam. Prima della sua morte contribuì a salvare oltre 60 uomini nella battaglia. È stato insignito postumo dell'Air Force Cross, e successivamente promosso alla Medaglia d'onore.

## Primi anni e istruzione
William è nato nel 1944 ed è cresciuto a Piqua, una piccola città nella contea di Miami nell'Ohio. Quando William era un giovane liceale, ha cercato di arruolarsi nell'esercito degli Stati Uniti d'America come berretto verde, ma i suoi genitori rifiutarono e non gli diedero il permesso. Dopo essersi diplomato, decise di entrare nell'aeronautica militare degli Stati Uniti e alla vigilia del Capodanno del 1962 era su un treno diretto a San Antonio per l'addestramento di base.
Durante la sua formazione di base all'inizio del 1963, si è offerto volontario come soccorritore (Pararescue). La sua formazione includeva la scuola di paracadutismo dell'esercito americano, la scuola di sopravvivenza, un corso medico di salvataggio e sopravvivenza e la scuola di immersioni subacquee della Marina degli Stati Uniti. Seguirono altri addestramenti per il salvataggio dell'Air Force e successivamente la scuola di sopravvivenza nella giungla. La sua formazione finale era nel salvataggio in caso di incidente aereo e nella lotta agli incendi. Ha completato i requisiti di qualificazione ed è stato uno dei primi gruppi di aviatori a qualificarsi come soccorritore subito dopo l'addestramento di base. Dopo aver completato l'addestramento al pararescue, è stato assegnato al "Rescue Squadron" assegnato alla base Hamilton AFB, in California.

## Guerra del Vietnam
Pitsenbarger è stato successivamente inviato in Vietnam in servizio temporaneo (TDY). Dopo aver completato il suo primo incarico TDY, si offrì di tornare volontario e nel 1965 ricevette l'ordine di fare rapporto al distaccamento 6, 38º squadrone di soccorso e recupero aereo presso la base aerea di Bien Hoa vicino a Saigon. La sua unità era composta da cinque persone di equipaggio e volavano su Kaman HH-43F Huskie. Il suo comandante, il maggiore Maurice Kessler, lo definì "Uno di una razza speciale. Attento e sempre pronto a partire per qualsiasi missione".
Pitsenbarger ha completato più di 250 missioni, inclusa una in cui è stato appeso al cavo di un HH-43 per salvare un soldato sud vietnamita ferito da un campo minato in fiamme. Questa azione gli è valsa la medaglia di aviatore e la medaglia al merito militare della Repubblica del Vietnam e la croce di galanteria con la palma di bronzo.
L'11 aprile 1966, il Joint Rescue Center inviò due Huskies dal Distaccamento 6 per estrarre una mezza dozzina o più di vittime dell'esercito bloccate in una battaglia vicino a Cam My, 35 miglia (56 km) a est di Saigon. Una volta raggiunto il luogo dell'imboscata, William decise di calarsi a terra tra gli alberi dove ha assistito i feriti prima di farli sollevare con il cavo sull'elicottero. Dopo che sei feriti erano stati trasportati in aereo a una stazione di soccorso, i due elicotteri dell'aeronautica militare americana tornarono per il secondo carico.
Quando uno degli elicotteri abbassò il cavo per riprendere Pitsenbarger, che era rimasto a terra con i 20 soldati ancora in vita, è stato colpito da una raffica di armi leggere nemiche. Quando il suo motore ha cominciato a perdere potenza, il pilota si è reso conto che doveva allontanare l'elicottero dalla zona il prima possibile. Invece di salire nella lettiera per poter partire con l'elicottero, Pitsenbarger scelse di rimanere con le truppe dell'esercito sotto attacco nemico e diede un "cenno di saluto" all'elicottero che volò via in salvo. Con mortai pesanti e fuoco di armi leggere, gli elicotteri non potevano tornare per salvare Pitsenbarger.
Per la successiva ora e mezza, Pitsenbarger si prese cura dei soldati feriti, strappando stecche da viti ringhiate e costruendo barelle improvvisate con legname preso dagli alberi della giungla. Quando iniziarono a scarseggiare le munizioni, raccolse le munizioni dai morti e le distribuì a tutti i soldati ancora vivi; si unì insieme all'esercito con un fucile per tenere a bada i Viet Cong. Pitsenbarger fu ucciso dai cecchini vietcong più tardi quella notte. Quando il suo corpo è stato recuperato il giorno successivo, una mano aveva ancora un fucile e l'altra un kit medico. Anche se Pitsenbarger non è scampato vivo, altri 60 uomini lo hanno fatto, in parte grazie al suo coraggio e devozione al dovere.
La salma di Pitsenbarger riposa nel Miami Memorial Park Cemetery a Covington, Ohio.

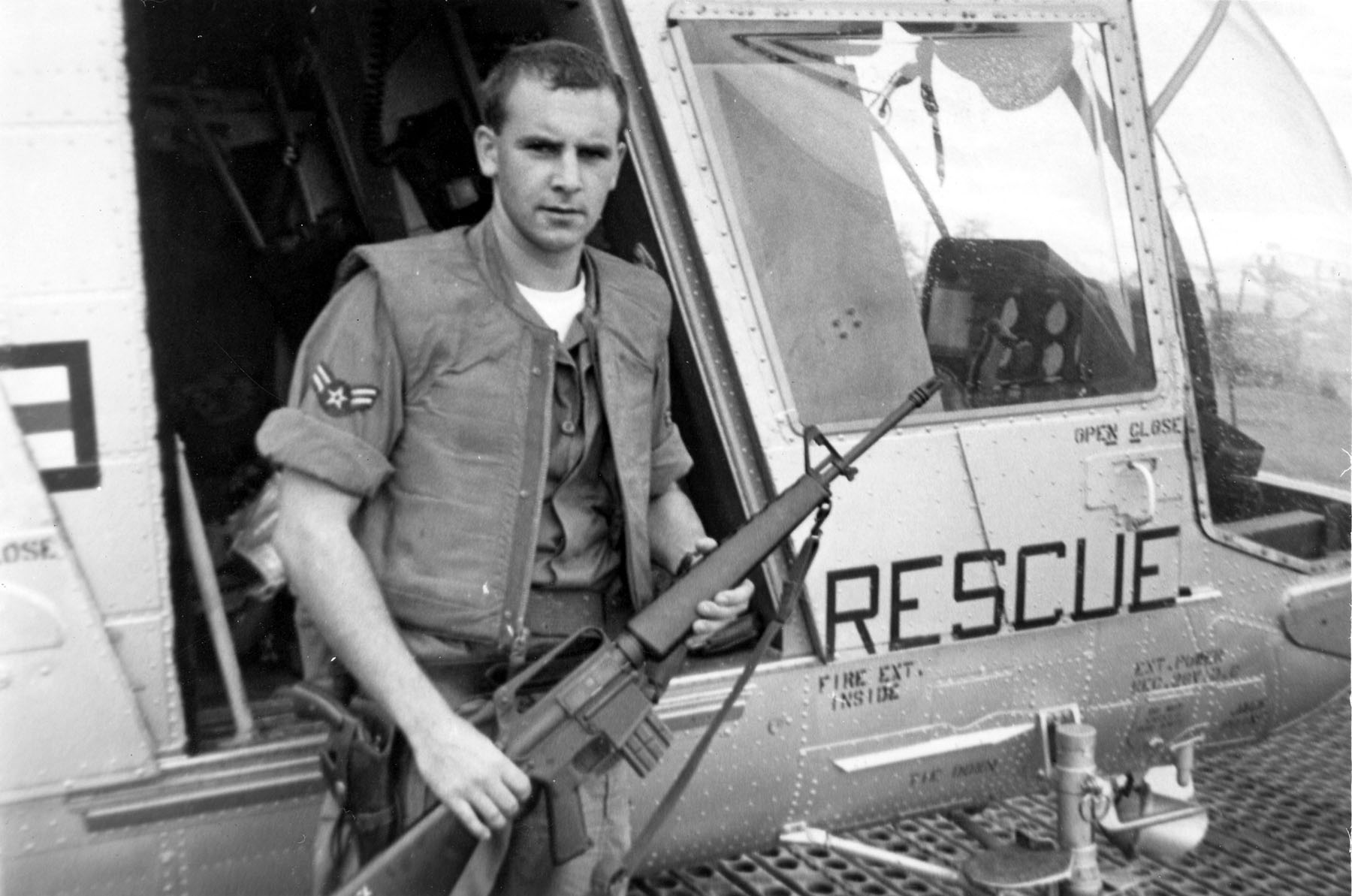
William Pitsenbarger con un M16 fuori dall'HH-43

### Medaglia d'onore
Subito dopo che Pitsenbarger fu ucciso, i suoi comandanti dell'aeronautica lo nominarono per la medaglia d'onore. Un generale dell'esercito raccomandò che il premio fosse declassato all'Air Force Cross, apparentemente perché all'epoca non c'era abbastanza documentazione delle azioni di Pitsenbarger. Il 30 giugno 1966 ricevette l'Air Force Cross ma dopo quasi 35 anni ci fu una revisione, e Pitsenbarger ricevette il premio originale, la Medaglia d'onore.
L'8 dicembre 2000, al Museo Nazionale dell'Aeronautica degli Stati Uniti, il padre dell'aviatore, William F. Pitsenbarger, e sua moglie Alice, accettarono la Medaglia d'onore dal Segretario dell'Air Force Whit Peters. Durante la stessa cerimonia fu anche promosso postumo al grado di sergente maggiore. Il pubblico comprendeva veterani della stessa guerra del Vietnam, centinaia di aviatori pararescue, un rappresentante del Congresso e il Capo di Stato Maggiore dell'Aeronautica militare degli Stati Uniti.
Pitsenbarger è stato il 59° destinatario della Medaglia d'onore, il sesto destinatario arruolato dall'Air Force e dalle organizzazioni che lo hanno preceduto ed è solo uno dei tre soldati semplici ad aver ricevuto tale riconoscimento.

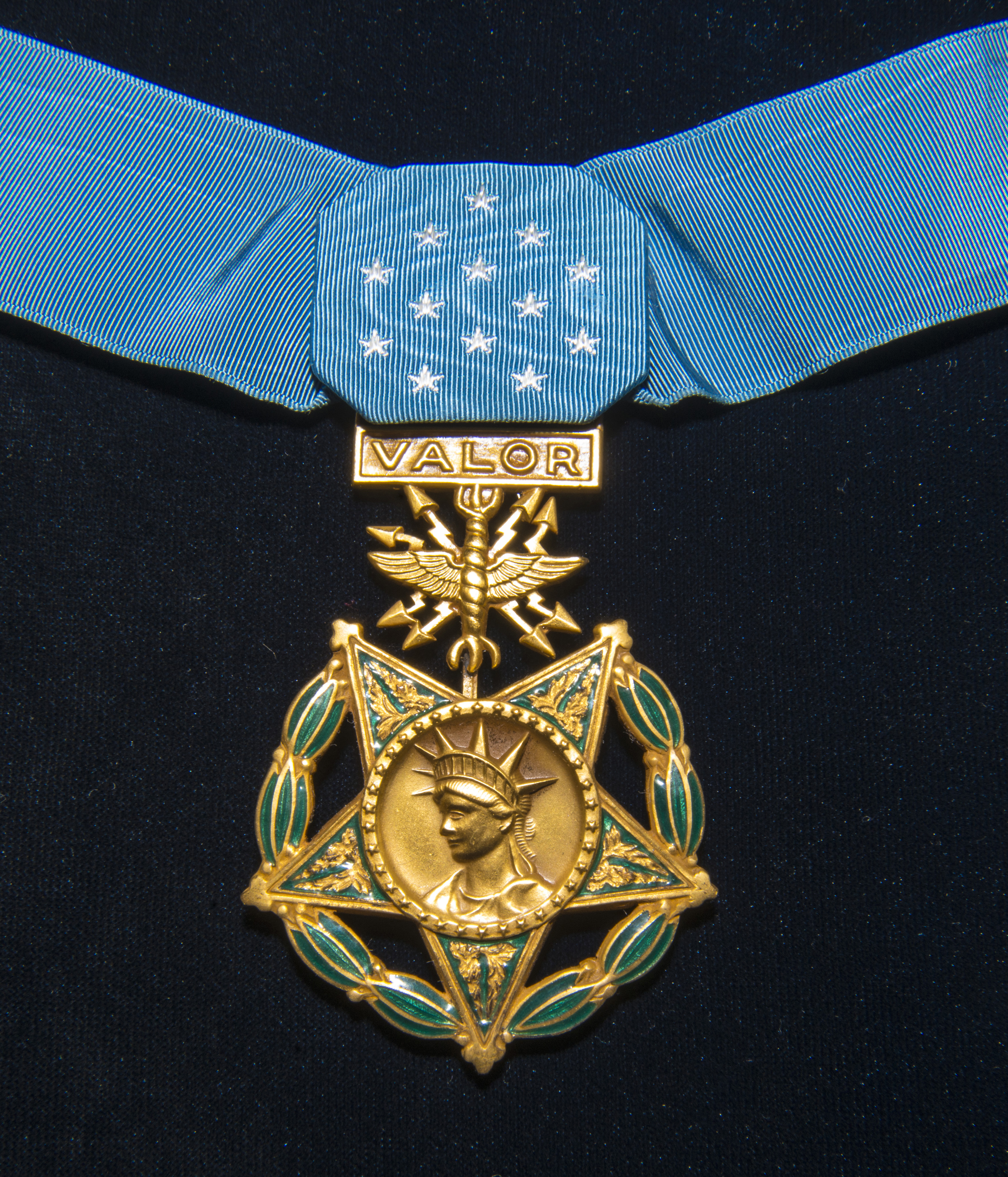
Medaglia d'Onore dell'Aeronautica Militare degli Stati Uniti d'America

## Riconoscimenti
- Pitsenbarger è stato il primo soldato arruolato nel Air Force ad aver ottenuto la Air Force Cross, riconoscimento postumo nel 1966.
- La nave portacontainer della Marina degli Stati Uniti MV A1C William H. Pitsenbarger (T-AK-4638) è stata battezzata in suo onore, ma è stata dismessa e restituita al suo proprietario originale nel 2008 con il nuovo nome Black Eagle.
- Il suo nome può essere trovato sul pannello 06E Line 102 del Vietnam Veterans Memorial, situato a Washington.
- L'Edison Community College di Piqua, Ohio, assegna la borsa di studio Pitsenbarger a due studenti all'anno che dimostrano necessità finanziarie.
- Il team di esercitazione dell'unità AFJROTC alla Martinsburg High School, è noto come Pitsenbarger Rifles.
- Il Community College dell'Air Force (CCAF) assegna una borsa di studio Pitsenbarger da $500 al 5% più alto di ciascuna classe di laurea attualmente iscritta, e presenta un pacchetto di nomination per un premio competitivo.
- Premio Hall of Fame dell'Associazione Airlift / Tanker per il 2012.[4]
- La città di Piqua, Ohio, ha ribattezzato un parco ricreativo "Pitsenbarger Sports Complex". Nel 2005, lo Stato dell'Ohio ha designato la State Route 48 come "USAF Pararescue Memorial Parkway". L'autostrada corre vicino alle città natale di quattro pararescuemen morti in servizio nel loro paese. Questo include Pitsenbarger. La statale 48 corre anche lungo il Miami Memorial Park a nord di Covington (Ohio), Ohio.
- Diversi edifici sono stati nominati in suo onore tra cui Wright-Patterson Air Force Base, Beale Air Force Base, Randolph Air Force Base e Spangdahlem Air Base.

## Nei media
Il film del 2019 Era mio figlio ritrae la vita di Pitsenbarger e l'inchiesta per l'assegnazione della Medaglia d'onore postuma.